# Puerto Cortés
Puerto Cortés er en by i det nordlige Honduras, med et indbyggertal (pr. 2015) på cirka 200.000. Byen er opkaldt efter den spanske opdagelsesrejsende Hernan Cortes, og ligger på landets kyst til det Caribiske hav. Nord for San Pedro Sula og vest for Omoa.  
Puerto Cortes har den tredjevigtiste havn i Mellemamerika. Byen er vokset meget i løbet af sidste 10 år, da nye virksomheder er kommet til byen og flere indbyggere finder Puerto Cortes en attraktiv by[kilde mangler]. Puerto Cortes blev grundtlagt i 1524, og blev kaldt Puerto Caballos, (Hestehavn).
15°53′N 87°57′V / 15.883°N 87.950°V